# Lanzarana
Lanzarana é um género de anfíbio anuro pertencente família Ranidae.
Este género contém uma única espécie: Lanzarana largeni.